# خیابان امام خمینی (تهران)
خیابان امام خمینی (نام‌های پیشین: خیابان سپه، خیابان باغ شاه یا خیابان مریضخانه‌) از خیابان‌های مرکزی تهران است. این خیابان شرقی-غربی است و از شرق به میدان امام خمینی (توپخانه) و از غرب به بزرگراه یادگار امام ختم می‌شود.
در دوره قاجار این خیابان نخست خیابان مریضخانه و سپس خیابان باغ شاه خوانده می‌شد که در دوره رضاشاه، خیابان سپه نام گرفت. 
در آغاز سال ۱۳۰۴، ایجاد نخستین موسسه بانکی کشور طرح‌ریزی شد و مأموران اجرای این فرمان با تشکیل شورایی از افراد مطلع موفق شدند در چند مغازه واقع در خیابان سپه تهران نخستین بانک باسرمایه ایرانی را موسوم به بانک پهلوی قشون افتتاح نمودند.

## نام‌های پیشین
در دورهٔ قاجار برابر نقشهٔ تهران در سال ۱۳۰۹ ه‍.ق (۱۲۷۰ ه‍.خ) اثر عبدالغفار نجم‌الملک، این خیابان از میدان توپخانه (میدان امام خمینی کنونی) تا دروازهٔ باغ شاه (میدان باغ شاه یا میدان حرّ کنونی) امتداد داشته و چند نام مختلف داشته است بدین شرح: 
خیابان امیریه: از میدان امام خمینی تا تقاطع خیابان ولی‌عصر، فقط در بخش جلوی مریضخانهٔ دولتی (بیمارستان سینای کنونی) نام خیابان مریضخانه دیده می‌شود. همچنین بخشی از خیابان ولی‌عصر کنونی که میان تقاطع خیابان امام خمینی و میدان منیریه قرار داشته نیز «خیابان امیریه» نامیده می‌شده است که سبب سردرگمی بوده است. 
خیابان باغ شاه: از تقاطع خیابان ولی‌عصر تا میدان حر (میدان باغ شاه) 
سرانجام خیابان امیریه (از میدان توپخانه تا تقاطع ولی‌عصر) به خیابان سپه تغییر نام می‌دهد ولی تا مدتی نام خیابان باغ شاه (از تقاطع ولی‌عصر تا میدان حر) بر جای می‌ماند. سپس کل خیابانْ سپه نامیده می‌شود و پس از انقلاب به خیابان امام خمینی تغییر نام می‌دهد. 

## اماکن مشهور

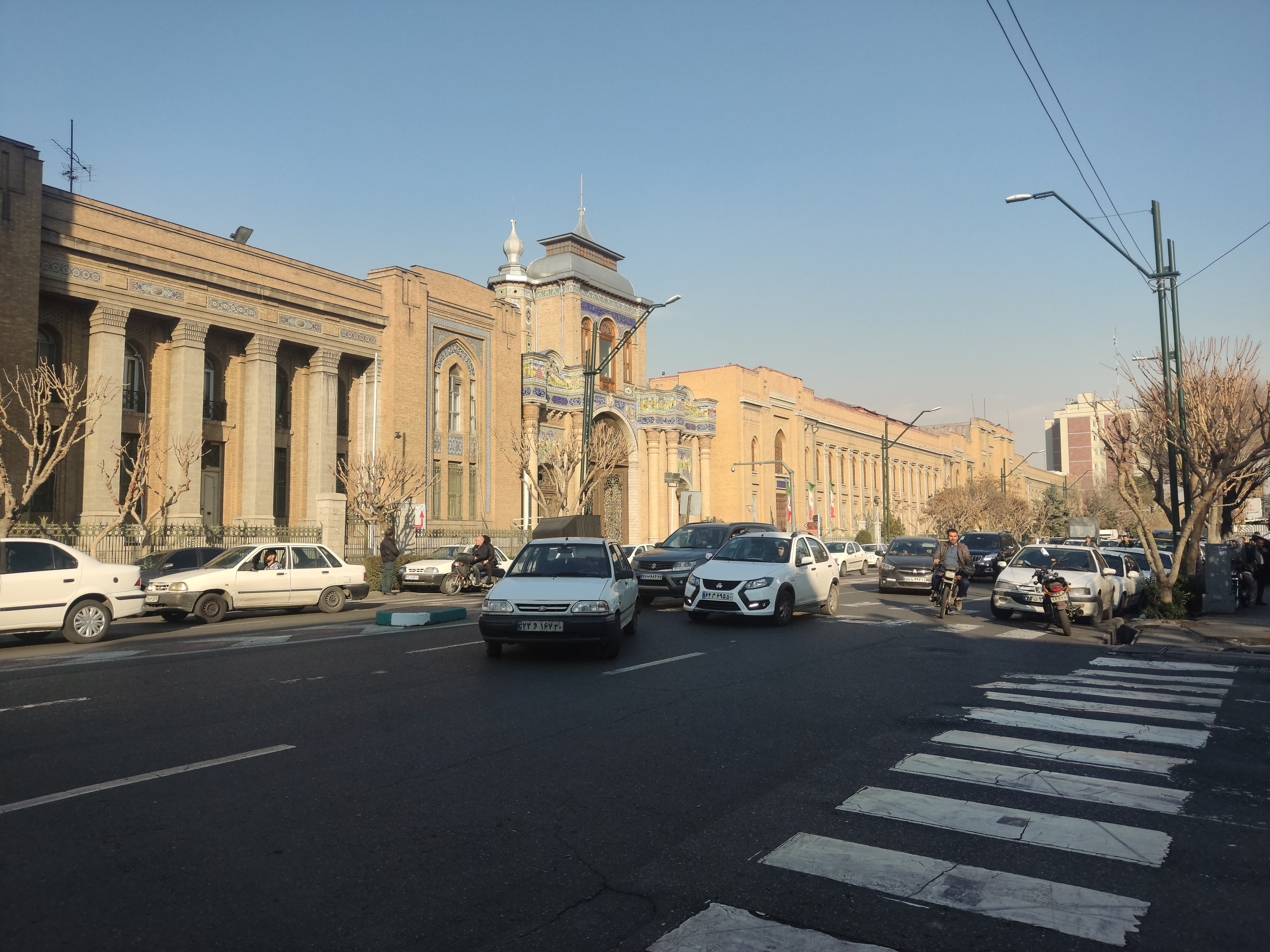
سردر باغ ملی در حاشیه خیابان امام خمینی

اماکن مهم مجاور این خیابان به ترتیب از شرق به غرب عبارت اند از:
- ساختمان بانک شاهی
- موزه استاد علی اکبر صنعتی
- موزه پست و تلگراف
- سردر باغ ملی
- وزارت امور خارجه ایران
- موزه ملی ایران
- میدان حسن‌آباد (تقاطع به خیابان حافظ و خیابان وحدت اسلامی)
- موزه ثبت و احوال کشور
- خانه و موزه مقدم
- موزه ملی قرآن کریم
- کاخ مرمر
- ساختمان مجلس خبرگان رهبری (مجلس سنای پیشین)
- دانشگاه افسری امام علی
- میدان حر (باغ شاه پیشین)
- دانشگاه جنگ
- ایستگاه متروی امام خمینی
- ایستگاه متروی حسن‌آباد
- ایستگاه متروی دانشگاه امام علی
- ایستگاه متروی رودکی